# Ásta Ragnheiður Jóhannesdóttir
En aquest nom islandès, el darrer nom és un patronímic, no pas un cognom. La manera de referir-se a aquesta persona és pel nom de pila.
Ásta Ragnheiður Jóhannesdóttir (AFI ˈausta ˈrakn̥heiðʏr ˈjoːuhanɛstouhtɪr; nascuda el 16 d'octubre de 1949) és una política islandesa i presidenta del de l'Alþingi, el parlament d'Islàndia. Va ser Ministra d'Afers Socials i Seguretat Social des de l'1 de febrer del 2009 al 14 de maig del 2009. Ha estat membre de l'Alþingi des del 1995.